# 624 Hektor
624 Hektor é um asteroide troiano jupiteriano do tipo D que se encontra no ponto de Lagrange L4 de Júpiter. Foi descoberto em 10 de Fevereiro de 1907 por August Kopff em Heidelberg.
Este asteroide recebeu este nome em homenagem ao herói Heitor da mitologia grega.

## Características físicas
Sua forma é altamente alongada, com aproximadamente 403 km em sua dimensão mais longa, mas com uma média de 201 km em suas outras dimensões. Pensa-se que Hektor pode ser um binário de contato (dois asteroides unidos por atração gravitacional).

## Satélite natural
Em 2006 foi detectado um corpo celeste orbitando 624 Hektor, nomeado Escamândrio é de 10 a 15 quilômetros e seu semieixo maior é de 623,5 km.